# Dogs (Zeitschrift)
Dogs ist eine Tierzeitschrift, die sich mit Hunden befasst. Sie erscheint zweimonatlich beim Verlagshaus GeraNova Bruckmann. Die zuletzt gemeldete Auflage lag im vierten Quartal 2021 bei 13.651 Exemplaren.
Die Zeitschrift gewann 2006 einen verlagsinternen Ideenwettbewerb von Gruner + Jahr und wurde erstmals am 24. Oktober 2006 veröffentlicht. Nach drei Testausgaben erschien sie ab dem 7. Mai 2007 zweimonatlich bei Gruner + Jahr.
Im Juli 2018 fand ein umfassender Relaunch statt. Anschließend wurde die Zeitschrift von Territory herausgegeben, einer Tochtergesellschaft von Gruner + Jahr für Content-Marketing. Im Januar 2021 wurde die Zeitschrift vom Verlagshaus GeraNova Bruckmann übernommen.
2008 erhielt die Zeitschrift einen LeadAward in der Kategorie Newcomermagazin des Jahres.